# أسد بحر ستيلر
أسد بحر ستيلر (الاسم العلمي: Eumetopias jubatus) هو نوع من أنواع أسد البحر المهددة بالانقراض يرجع سبب تسميته بهذا الاسم إلى عالم الطبيعة جورج فيلهلم ستيلر والذي وصفها لأول مرة عام 1741.
يعد أسد بحر ستيلر الوحيد في جنس الـ Eumetopias، وقد ظهر انخفاض ملحوظ في أعداده من مواطنه في ألاسكا، جدير بالذكر وجوده أيضاً في شمال المحيط الهادئ.

## وصف
البالغون من الحيوانات أخف لونًا من معظم أسود البحر، حيث يتراوح لونهم من الأصفر الشاحب إلى البني الفاتح وأحيانًا يميل إلى الحمرة. تولد صغار أسود البحر الستيلر بلون أسود تقريبًا، ويزن الواحد منها حوالي 23 كجم (51 رطل)، وتبقى داكنة اللون لعدة أشهر. تنمو الإناث والذكور بسرعة حتى العام الخامس، وبعد ذلك يتباطأ نمو الإناث بشكل كبير. يبلغ طول الإناث البالغات بين 2.3 إلى 2.9 متر (7.5 إلى 9.5 قدم)، ويبلغ متوسط طولها 2.5 متر (8.2 قدم)، وتزن بين 240 إلى 350 كجم (530 إلى 770 رطل)، بمتوسط وزن يبلغ 263 كجم (580 رطل).
يستمر نمو الذكور حتى تظهر صفاتهم الجنسية الثانوية بين السنة الخامسة والثامنة. الذكور أطول قليلاً من الإناث، حيث ينمو طولهم ليصل إلى حوالي 2.82 إلى 3.25 متر (9.3 إلى 10.7 قدم) ويبلغ متوسط طولهم 3 متر (9.8 قدم). تتميز الذكور بصدور أعرض وأعناق وهيكل أمامي عام أكبر. يمكن أن يتراوح وزن الذكور بين 450 إلى 1,120 كجم (990 إلى 2,470 رطل)، ويبلغ متوسط وزنهم 544 كجم (1,199 رطل). يتميز الذكور عن الإناث بجباه أعرض وأعلى، وخطم مسطح، وعرين كثيف من الشعر الخشن حول أعناقهم الكبيرة. يترجم اسمهم اللاتيني تقريبًا إلى "ذو العرين مع الجبهة العريضة".